# 船舶安全法
船舶安全法（せんぱくあんぜんほう、昭和8年3月15日法律第11号）は、船舶における人命の安全確保等に関する日本の法律である。

## 所管官庁
主所管
- 国土交通省海事局安全政策課

共同所管
- 国土交通省海事局検査測度課
- 海上保安庁警備救難部救難課

外務省国際法局条約課、商法を所管する法務省民事局商事課など他省庁と連携して執行にあたる。

## 構成
- 第1章 - 船舶ノ施設（第1条~第25条）
- 第2章 - 小型船舶検査機構 
  - 第1節 - 総則（第25条の2~第25条の8）
  - 第2節 - 設立（第25条の9~第25条の14）
  - 第3節 - 管理（第25条の15~第25条の26）
  - 第4節 - 業務（第25条の27~第25条の32）
  - 第5節 - 財務及び会計（第25条の33~第25条の38）
  - 第6節 - 監督（第25条の39~第25条の40）
  - 第7節 - 解散（第25条の41~第25条の42）
  - 第8節 - 罰則（第25条の43~第25条の45）
- 第3章 - 登録検定機関等 
  - 第1節 - 登録検定機関（第25条の46~第25条の66）
  - 第2節 - 登録検査確認機関（第25条の67~第25条の68）
  - 第3節 - 船級協会（第25条の69~第25条の72）
- 第4章 - 雑則（第26条~第29条の8）
- 附則

## 船舶安全法の適用

### 日本船舶
船舶安全法は、船舶の堪航性（Seaworthiness）を保持し、かつ、人命の安全を保持するために必要な施設をしなければ、これを航行の用に供することができない旨を規定している（船舶安全法1条）。そのため、船舶安全法は、原則として、全ての日本船舶に適用される。日本船舶とは、船舶法1条に規定する日本船舶を所有することができる者が所有する船舶をいうが、船舶登記・船舶登録の前であっても、船舶安全法の適用がある。

### 外国船舶
船舶安全法の目的に照らせば、外国船舶についても船舶安全法を適用しなければならない。そこで、日本船舶でない船舶（外国船舶）のうち、次に掲げるものについては、船舶安全法の全部又は一部が準用される（船舶安全法29条ノ7）。
1. 本法施行地の各港間又は湖川港湾のみを航行する船舶
2. 日本船舶を所有し得る者の借り入れた船舶であって、本法施行地とその他の地との間の航行に従事するもの
3. 前二号のほか本法施行地にある船舶

外国船舶に準用される規定は、次のとおりである（船舶安全法施行令1条、2条）。
- 上記1及び2の外国船舶 - 製造検査及び予備検査に係る規定（船舶安全法6条）を除く全ての規定
- 上記3の外国船舶 - 製造検査及び予備検査に係る規定（船舶安全法6条）並びに船舶乗組員の不服申立てに係る規定（同法13条）を除く全ての規定

なお、危険物その他の特殊貨物の運送及び貯蔵並びに危険及び気象の通報その他船舶航行上の危険防止に関する事項（船舶安全法28条）は、外国船舶に準用する旨の規定を欠いているが、日本船舶に限定されていないことや、警察取締法規であることを理由に、外国船舶にも当然に適用されると解されている。
また、本法施行地にある外国船舶について、その所属地における本法に該当する法令を国土交通大臣が相当と認めたときは、これに基づいた船舶の堪航性又は人命の安全に関する証書は、本法によって交付した証書と同一の効力を有することとされている（船舶安全法15条1項）。ただし、この規定は、本法によって交付した証書の効力を認めない国に属する船舶については適用しないこととされている（同条2項）。

### 船舶所有者・船長
船舶安全法及び船舶安全法に基づく命令中、船舶所有者に関する規定は、船舶共有の場合であって船舶管理人（商法697条）を置いたときはこれを船舶管理人に、船舶貸借の場合は船舶借入人に適用し、船長に関する規定は、船長に代わってその職務を行う者にこれを適用する（船舶安全法26条）。

### 条約との関係
船舶の安全に関する条約としては、国際海事機関（IMO）において定められた海上における人命の安全のための国際条約（SOLAS条約）や、満載喫水線に関する国際条約（LL条約）などがある。
船舶の堪航性及び人命の安全に関し条約に別段の規定があるときは、その規定に従うこととされている（船舶安全法27条）。

## 定義

### 国際航海
国際航海とは、一国と他の国との間の航海をいう（船舶安全法施行規則1条1項）。この場合において、一国が国際関係について責任を有する地域又は国際連合が施政権者である地域は、別個の国とみなされる（同項）。

### 旅客船
旅客船とは、12人を超える旅客定員を有する船舶をいう（船舶安全法8条）。

### 漁船
漁船とは、次の各号の一に該当する船舶をいう（船舶安全法施行規則1条2項）。
1. もっぱら漁ろう（附属船舶を用いてする漁ろうを含む。以下次号において同じ。）に従事する船舶
2. 漁ろうに従事する船舶であって漁獲物の保蔵又は製造の設備を有するもの
3. もっぱら漁ろう場から漁獲物又はその加工品を運搬する船舶
4. もっぱら漁業に関する試験、調査、指導若しくは練習に従事する船舶又は漁業の取締りに従事する船舶であって漁ろう設備を有するもの

### 危険物ばら積み船
危険物ばら積み船とは、危険物船舶運送及び貯蔵規則（昭和32年運輸省令第30号）2条1号の2に規定するばら積み液体危険物を運送するための構造を有する船舶をいう（船舶安全法施行規則1条3項）。

### 特殊船
特殊船とは、原子力船（原子力船特殊規則（昭和42年運輸省令第84号）2条に規定する原子力船をいう。）、潜水船、水中翼船、エアクッション艇、表面効果翼船（海上衝突予防法施行規則（昭和52年運輸省令第29号）21条の2に規定する表面効果翼船をいう。）、海底資源掘削船、半潜水型又は甲板昇降型の船舶及び潜水設備（内部に人員をとう載するものに限る。）を有する船舶その他特殊な構造又は設備を有する船舶で告示で定めるものをいう（船舶安全法施行規則1条4項）。
なお、船舶安全法施行規則第一条第四項の特殊な構造又は設備を有する船舶を定める告示（昭和55年運輸省告示第56号）は、次に掲げるものを特殊船として規定している。
1. 水陸両用船
2. 水面上に翼を有する船舶であって、船舶の航行中に船体の重量を船底に作用する浮力及び揚力並びに翼に作用する揚力により支えることができるもの
3. 長さ3メートル以上又は推進機関の連続最大出力が1.5キロワット以上の小型船舶であって、遠隔操縦により人が制御できる機能を有するもの
4. 浮体式洋上風力発電施設

### 小型船舶
小型船舶とは、総トン数20トン未満の船舶をいう（船舶安全法6条ノ6）。

## 施設
船舶は、次に掲げる事項について、国土交通省令（漁船のみに関するものについては国土交通省令・農林水産省令）の定めるところによって施設することを要する（船舶安全法2条1項）。
1. 船体
2. 機関
3. 帆装
4. 排水設備
5. 操舵、繋船及揚錨ノ設備
6. 救命及消防ノ設備
7. 居住設備
8. 衛生設備
9. 航海用具
10. 危険物其ノ他ノ特殊貨物ノ積附設備
11. 荷役其ノ他ノ作業ノ設備
12. 電気設備
13. 前各号ノ外国土交通大臣ニ於テ特ニ定ムル事項

次に掲げる船舶については、船舶安全法2条1項の適用が除外されている（同条2項）。
1. 櫓櫂のみをもって運転する舟であって国土交通大臣の定める小型のもの
  - 国土交通大臣の定める小型の舟 - 6人を超える人の運送の用に供しない舟（船舶安全法施行規則2条1項）
2. その他国土交通大臣において特に定める船舶（船舶安全法施行規則2条2項）
  1. 推進機関を有する長さ12メートル未満の船舶（危険物ばら積船及び特殊船を除く。）であって次に掲げるもの
    1. 次に掲げる要件に適合するもの
      1. 3人を超える人の運送の用に供しないものであること。
      2. 推進機関として船外機を使用するものであり、かつ、当該船外機の連続最大出力が長さ5メートル未満の船舶にあっては3.7キロワット以下、長さ5メートル以上の船舶にあっては7.4キロワット以下であること。
      3. 湖若しくはダム、せき等により流水が貯留されている川の水域であって、面積が50平方キロメートル以下のもの又は次に掲げる要件に適合する川以外の水域で告示で定めるもののみを航行するものであること。
        1. 平水区域であること。
        2. 海域にあっては、陸地により囲まれており、外海への開口部の幅が500メートル以下で、当該海域内の最大幅及び奥行きが開口部の幅よりも大きいものであり、かつ、外海の影響を受けにくいこと。
        3. 面積が100平方キロメートル以下であること。
        4. 当該水域における通常の水象条件のもとで、波浪が穏やかであり、水流又は潮流が微弱であること。

    2. 長さ3メートル未満の船舶であって、推進機関の連続最大出力が1.5キロワット未満のもの

  2. 長さ12メートル未満の帆船（国際航海に従事するもの、沿海区域を超えて航行するもの、推進機関を有するもの（前号に掲げるものを除く。）、危険物ばら積船、特殊船及び人の運送の用に供するものを除く。）
  3. 推進機関及び帆装を有しない船舶（次に掲げるものを除く。）
    1. 国際航海に従事するもの
    2. 沿海区域を超えて航行するもの
    3. 平水区域を超えて航行するもののうち、推進機関を有する他の船舶に押されて航行の用に供するもの（沿海区域を航行区域とする推進機関を有する船舶と結合し一体となつて航行する船舶であって平水区域及び平水区域から最強速力で4時間以内に往復できる区域のみを航行するもの並びに管海官庁が当該船舶の航海の態様等を考慮して差し支えないと認めるものを除く。）
    4. 危険物ばら積船（危険物船舶運送及び貯蔵規則257条の2の液体油脂ばら積船であって平水区域のみを航行するものを除く。）
    5. 推進機関を有する他の船舶に引かれ又は押されてばら積みの油（海洋汚染等及び海上災害の防止に関する法律3条2号に規定する油をいう。以下同じ。）の運送の用に供するもの
    6. 推進機関を有する他の船舶に引かれ又は押されて人の運送の用に供するもの（次に掲げる要件に適合する長さ12メートル未満の船舶を除く。）
      1. 長さ5メートル未満の船舶にあっては、当該他の船舶の推進機関の連続最大出力が7.4キロワット以下、長さ5メートル以上の船舶にあっては、当該他の船舶の推進機関の連続最大出力が15キロワット以下であること。
      2. 第一号イ（１）及び（３）に掲げる要件

    7. 特殊船
    8. 推進機関を有する他の船舶に押されるものであって、当該推進機関を有する船舶と堅固に結合して一体となる構造を有するもの
    9. 係留船（多数の旅客が利用することとなる用途として告示で定めるものに供する係留船であって、2層以上の甲板を備えるもの又は当該用途に供する場所が閉囲されているものに限る。以下同じ。）

  4. 災害発生時にのみ使用する救難用の船舶で国又は地方公共団体の所有するもの
  5. 係船中の船舶
  6. 告示で定める水域のみを航行する船舶
  7. 前各号に掲げるもののほか、船舶の堪航性及び人命の安全の保持に支障がないものとして告示で定める船舶

なお、政令をもって定める総トン数20トン未満の漁船については、「当分ノ内」、船舶安全法2条1項の規定が適用されない（同法附則32条）。このような漁船は、船舶安全法第三十二条の漁船の範囲を定める政令（昭和49年政令第258号）によって、「専ら本邦の海岸から12海里以内の海面又は内水面において従業する漁船」と規定されている。
また、陸上自衛隊の使用する船舶（水陸両用車両を含む。）及び防衛大学校を含む海上自衛隊の使用する船舶については、船舶安全法の規定の全部が適用されないこととされているが（自衛隊法109条1項、2項本文）、海上自衛隊の使用する船舶のうち、政令で定める船舶（自衛艦以外の船舶（自衛隊法施行令155条））については、船舶安全法28条の規定中、危険及び気象の通報その他船舶航行上の危険防止に関する部分が適用される（自衛隊法109条2項ただし書）。

## 満載喫水線
満載喫水線とは、載貨による船体の海中沈下が許容される最大限度を示す線をいう。
次に掲げる船舶は、国土交通省令の定めるところによって、満載喫水線を標示しなければならない（船舶安全法3条本文）。ただし、潜水船その他国土交通大臣において特に満載喫水線を標示する必要がないと認める船舶はこの限りでない（同条ただし書）。
1. 遠洋区域又は近海区域を航行区域とする船舶
2. 沿海区域を航行区域とする長さ24メートル以上の船舶
3. 総トン数20トン以上の漁船

国土交通大臣において特に満載喫水線を標示する必要がないと認める船舶は、次のとおりである（船舶安全法施行規則3条）。
1. 水中翼船、エアクッション艇その他満載喫水線を標示することがその構造上困難又は不適当である船舶
2. 引き船、海難救助、しゅんせつ、測量又は漁業の取締りにのみ使用する船舶その他の旅客又は貨物の運送の用に供しない船舶（漁船を除く。）であって国際航海に従事しないもの（通常は国際航海に従事しない船舶であって、臨時に単一の国際航海に従事するものを含む。）
3. 小型兼用船であって次に掲げるもの
  1. 漁ろうをしない間の航行区域が平水区域であるもの
  2. 漁ろうをしない間の航行区域が沿海区域であって長さ24メートル未満のもの
4. 臨時変更証を受有している船舶であって次に掲げるもの
  1. 船舶安全法施行規則19条の2第1号又は第2号に該当する船舶
  2. 平水区域を航行区域とする船舶で沿海区域を航行し他の平水区域に回航されるもの
5. 臨時航行許可証を受有している船舶
6. 試運転を行なう場合の船舶
7. 平水区域を航行区域とする旅客船であって、臨時に短期間沿海区域を航行区域とすることとなるもの（第4号ロに掲げるものを除く。）のうち管海官庁が安全上差し支えないと認めるもの

満載喫水線の位置は、満載喫水線規則（昭和43年運輸省令第33号）及び船舶区画規程（昭和27年運輸省令第97号）の定めるところによる（船舶安全法9条1項、船舶安全法施行規則11条）。

## 無線通信
船舶は、国土交通省令の定めるところによって、その航行する水域に応じ、電波法による無線電信又は無線電話であって、船舶の堪航性及び人命の安全に関し陸上との間において相互に行う無線通信に使用し得るもの（無線電信等）を施設することを要する（船舶安全法4条1項本文）。ただし、航海の目的その他の事情によって、国土交通大臣において、やむを得ない又は必要がないと認めるときは、この限りでない（同項ただし書）。
無線電信等の施設が免除される船舶は、次に掲げるいずれかの船舶であって、管海官庁が許可したものである（船舶安全法施行規則4条1項）。
1. 臨時に短期間、船舶安全法4条1項の規定の適用を受けることとなる船舶
2. 発航港から到達港までの距離が短い航路のみを航行する船舶
3. 母船の周辺のみを航行する搭載船
4. 推進機関及び帆装を有しない船舶であって次に掲げるもの
  1. 危険物ばら積船
  2. 特殊船
  3. 推進機関を有する他の船舶に引かれ又は押されてばら積みの油の運送の用に供するもの
5. 潜水船、水中翼船、エアクッション艇その他特殊な構造を有する船舶であつて、無線電信等を施設することがその構造上困難又は不適当なもの
6. 無線電信等に代わる有効な通信設備を有する船舶

船舶安全法4条1項の規定は、同法2条2項に掲げる船舶その他無線電信等の施設を要しないものとして国土交通省令で定める船舶には適用されない（船舶安全法4条2項）。国土交通省令で定める船舶は、次のとおりである（船舶安全法施行規則4条の2）。
1. 臨時航行許可証を受有している船舶
2. 試運転を行う場合の船舶
3. 湖川港内の水域（告示で定めるものを除く。）のみを航行する船舶
4. 推進機関及び帆装を有しない船舶（危険物ばら積船（危険物船舶運送及び貯蔵規則257条の2の液体油脂ばら積船であつて平水区域のみを航行するものを除く。）、特殊船及び推進機関を有する他の船舶に引かれ又は押されて人又はばら積みの油の運送の用に供するものを除く。）

なお、海上における無線通信については、海上における人命の安全のための国際条約（SOLAS条約）の実施により、GMDSSと呼ばれる海上無線通信システムが用いられている。

## 船舶の検査
船舶所有者は、船舶の施設、満載喫水線、無線電信等について、国土交通省令の定めるところによって、次の区別による検査を受けなければならない（船舶安全法5条1項）。
- 定期検査 - 初めて航行の用に供するとき又は10条に規定する有効期間が満了したときに行う精密な検査
- 中間検査 - 定期検査と定期検査との中間において国土交通省令の定める時期に行う簡易な検査
- 臨時検査 - 2条1項各号に掲げる事項又は無線電信等について国土交通省令で定める改造又は修理を行うとき、9条1項の規定によって定められた満載喫水線の位置又は船舶検査証書に記載した条件の変更を受けようとするときその他国土交通省令の定めるときに行う検査
- 臨時航行検査 - 船舶検査証書を受有しない船舶を臨時に航行の用に供するとき行う検査
- 特別検査 - 前各号のほか一定の範囲の船舶について2条1項の国土交通省令又は国土交通省令・農林水産省令に適合しない虞があることによって国土交通大臣において特に必要があると認めたときに行う検査

本法施行地において製造する長さ30メートル以上の船舶の製造者は、2条1項の規定の適用がある船舶について船体、機関及び排水設備、3条の船舶について満載喫水線に関し、船舶の製造に著手した時から国土交通省令の定めるところによって検査（製造検査）を受けなければならない（船舶安全法6条1項）。ただし、国土交通大臣において、やむを得ない又は必要ないと認めるときは、この限りでない（同項ただし書）。
なお、上記の検査がいずれも強制検査であるのに対し、本法施行地において製造する長さ30メートル未満の船舶の製造者による製造検査（船舶安全法6条2項）、船舶の所要施設に係る特定の物件の製造者等による予備検査（同条3項）、船舶の所要施設に係る規定が適用されていない船舶又は当該船舶に備え付ける物件について定期検査又は予備検査に準じて予め受ける準備検査は、いずれも任意検査とされている。
国土交通大臣の登録を受けた船級協会の検査を受け、船級の登録をした非旅客船は、その船級を有する間、船舶安全法2条1項各号に掲げる事項、満載喫水線及び無線電信等に関し、特別検査以外の管海官庁の検査に合格したものとみなされる（船舶安全法8条）。
管海官庁の検査又は検定を受けた者が検査又は検定に対して不服があるときは、検査又は検定の結果に関する通知を受けた日の翌日から起算して30日以内に、国土交通大臣に対し、再検査又は再検定を申請することができる（船舶安全法11条1項）。管海官庁の検査又は検定若しくは再検査又は再検査に対して不服があるときは、その取消しの訴え（取消訴訟）を提起することができる（同条2項）。管海官庁の検査又は検定に対して不服がある者は、これらの手段によってのみこれを争うことができるため（同条4項）、行政不服審査法の規定は適用されない。
管海官庁は、定期検査に合格した船舶に対しては、航行区域（漁船については従業制限）、最大搭載人員、制限汽圧及び満載喫水線の位置を定め、船舶検査証書及び船舶検査済票（小型船舶に限る。）を交付しなければならない（船舶安全法9条1項）。船舶検査証書を受有しない船舶を航行の用に供したときは、罰則の対象となる（同法18条1項1号）。船舶検査証書を受有しない船舶を航行の用に供するときは、臨時航行検査を受けて、臨時航行許可証の交付を受けなければならない（同法5条1項4号、9条2項）。
船舶検査証書の有効期間は、5年間である（船舶安全法10条1項本文）。ただし、旅客船を除き、平水区域を航行区域とする船舶又は小型船舶であって国土交通省令で定めるものについては、6年間である（同項ただし書）。
もっとも、次に掲げる場合における船舶検査証書の有効期間は、従前の船舶検査証書の有効期間（2号にあっては、当初の有効期間。）の満了日の翌日から起算して5年を経過する日までとなる（同条4項）。
1. 従前の船舶検査証書の有効期間満了日前3月以内に受けた定期検査に係る船舶検査証書の交付を受けたとき
2. 2項又は3項の規定によって、従前の船舶検査証書がなおその効力を有することとされたとき

船舶検査証書は、中間検査、臨時検査又は特別検査に合格しない船舶については、これに合格するまでその効力が停止される（同条5項）。
船級協会の検査を受けて船級の登録をした非旅客船が受有する船舶検査証書は、その船舶が当該船級の登録を抹消され、又は旅客船となったときは、その有効期間が満了する（同条6項）。
船舶の検査に関する事項を記録するため、管海官庁は、最初の定期検査に合格した船舶に対し、船舶検査手帳を交付しなければならない（船舶安全法10条ノ2）。

## 管海官庁の権限
管海官庁は、船舶安全法に基づき、次に掲げる行為をする権限を有する（同法12条）。
1. 船舶等に対する臨検
2. 船舶所有者、船長等に対し、船舶の堪航性及び人命の安全に関し、国土交通省令の定めるところによって届出をさせる
3. 本法又は本法に基づく命令に違反した事実があると認めるときは、船舶の航行停止その他の処分

船舶乗組員20人未満の船舶にあってはその2分の1以上、その他の船舶にあっては乗組員10人以上が、国土交通省令の定めるところによって、当該船舶の堪航性又は居住設備、衛生設備その他の人命の安全に関する設備について重大な欠陥がある旨を申し立てた場合、管海官庁は、その事実を調査し、必要があると認めるときは、船舶の航行停止その他の処分をしなければならない（船舶安全法13条）。